# Julià Gonel Llopis
Julià Gonel Llopis   (Castelló de la Plana, 25 d'abril de 1915 - Barcelona, 20 de juny de 1972) fou un futbolista castellonenc de les dècades de 1930 i 1940.

## Trajectòria
Durant els anys 1930 va defensar els colors de diversos equips valencians, el CE Castelló, el Llevant FC i de l'Sport Club La Plana, equip que fora continuador del Castelló desaparegut el 1933.
L'any 1940 fou fitxat pel RCD Espanyol. Hi jugà durant dues temporades, i malgrat fou majoritàriament suplent d'homes com Ricard Teruel, Jaume Elias o Antoni Fàbregas, arribà a disputar 18 partits a Primera. L'any 1942 fou traspassat al Reial Betis, també a primera divisió, on acabà la seva carrera professional.
Jugà un partit amb Catalunya el 6 de setembre de 1942 en el homenatge a Vicenç Gràcia.